# Philippe Saire
Pour les articles homonymes, voir Saire (homonymie).
Philippe Saire, né à Alger le 11 décembre 1957, est un danseur et chorégraphe vaudois.

## Biographie
Philippe Saire est né à Alger, alors département français d'Algérie, où il passe les cinq premières années de sa vie. Établi à Lausanne, il se forme en danse contemporaine et suit des stages à l’étranger et notamment à Paris. Il crée en 1986 sa propre compagnie. Installée à Lausanne, elle développe son travail de création et participe à l'essor de la danse contemporaine dans toute la Suisse romande et à son ouverture à un public de plus en plus large.
Vacarme, Étude sur la Légèreté, Vie et Mœurs du Caméléon Nocturne, La Haine de la Musique, Les Affluents, [ob]seen, Est-ce que je peux me permettre d’attirer votre attention sur la brièveté de la vie? et Black Out comptent parmi les créations qui ont permis à la Compagnie Philippe Saire d’acquérir une notoriété au-delà des frontières suisses et de bénéficier de l’assurance d’un public fidèle. Une trentaine de créations ont vu le jour et plus de 1400 représentations ont été données dans plus de deux cent villes d'Europe, d'Asie, d'Afrique et d'Amérique. La Compagnie s'est également produite dans des expositions, des galeries d'art, des jardins, et autres lieux extérieurs à la scène.
En 1998, Philippe Saire obtient le Grand Prix de la Fondation vaudoise pour la culture. Cette même année, il est également lauréat du Prix d'auteur du Conseil général de Seine-Saint-Denis (France), aux VIe Rencontres Chorégraphiques Internationales pour Étude sur la Légèreté. En 2004, Philippe Saire reçoit le Prix suisse de danse et de chorégraphie, décerné par ProTanz, Zurich.
En 1995, la Compagnie Philippe Saire inaugure son nouveau lieu de travail et de création, le Théâtre Sévelin 36, à Lausanne. Il présente chaque année le festival de danse contemporaine Les Printemps de Sévelin. Le Théâtre Sévelin 36 est le lauréat du “Prix spécial de danse 2013” de l’Office fédéral de la culture.
Soucieux de sortir la danse des théâtres et de l'amener vers le public, Philippe Saire crée entre 2002 et 2012 les Cartographies. Lors de 11 « performances » il fait découvrir au public plusieurs sites de la ville de Lausanne de manière insolite, par le mouvement. Pour garder une trace de ces interventions éphémères, le travail préparatoire est filmé et projeté sous forme de courts-métrages. 11 films ont été réalisés, de 2002 à 2012, par les réalisateurs romands Lionel Baier, Fernand Melgar, Bruno Deville, Kamal Musale, Pierre-Yves Borgeaud, Mario del Curto, Massimo Furlan, Alain Margot, et Philippe Saire lui-même. Les premiers de ces films connaissent déjà une large diffusion dans les festivals autour du monde.
Certaines chorégraphies sont marquées par une recherche formelle et esthétique très forte, proche des arts plastiques (Black Out, NEONS, Vacuum et Ether), et d'autres sont issues des réflexions du chorégraphe sur un thème qui l'intéresse et qu'il décide d'aborder et de mettre à l'épreuve de la danse (La Nuit transfigurée, Utopia Mia etc.).

## Chorégraphies sélectives
- Encore torride
- Paresseux vertiges
- 3xrien
- La Nébuleuse du crabe
- Impostures
- Faust
- Étude sur la légèreté
- La Haine de la musique
- Une question de distance
- [Ob]seen
- Cartographies
- Sang d'encre
- Lonesome Cowboy
- Je veux bien vous croire
- Black Out
- La Nuit transfigurée
- NEONS Never Ever, Oh! Noisy Shadows
- Utopia Mia
- Actéon
- Vacuum
- Ether

## Filmographie de Philippe Saire
- Rien qu'une poussière dans l'œil, 1989, TVSR
- Don Quixote, 1990, réalisation François Kohler, production Compagnie Philippe Saire
- L'Ombre du doute, 1989, réalisation Frédéric Maire, production Compagnie Philippe Saire
- La Nébuleuse du Crabe, 1994, réalisation Philippe Saire, production Compagnie Philippe Saire
- Second Souffle, d'après "Étude sur la Légèreté", 1998, réalisation Yves Kropf, production Compagnie Philippe Saire/ Climage, coproduction Compagnie Philippe Saire/Climage/TVSR

- La Haine de la Musique, 2000. D'après un essai de Pascal Quignard, une vidéo-danse tirée du spectacle de la Compagnie Philippe Saire Lausanne (2000, 17 min), en collaboration avec Pierre-Yves Borgeaud
- Les Affluents, 2001, réalisation Philippe Saire, production Compagnie Philippe Saire
- Cartographie 2 - Les arches, 2002, réalisation Philippe Saire, production Compagnie Philippe Saire
- [ob]seen, 2003, réalisation Philippe Saire, production Compagnie Philippe Saire
- Sang d’encre, 2005, réalisation Philippe Saire, production Compagnie Philippe Saire
- BLIND DATE, 2006, réalisation Philippe Saire, production Télévision suisse
- Faire diversion, 2008, réalisation Philippe Saire, production Compagnie Philippe Saire
- Cartographie 7 - Le Bassin, 2008, réalisation Philippe Saire, production Compagnie Philippe Saire
- Faire la bombe, Bunny / Sortir du Noir / Blanc Sale, (2010) 4 adaptations vidéo de la chorégraphie Il faut que je m’absente (2008), films par Philippe Saire
- Cartographie 10 - Le Jardin des Colombes, 2012, réalisation Philippe Saire, production Compagnie Philippe Saire / 1er prix auteurs étrangers pour Philippe Saire et prix des meilleurs acteurs pour Philippe Chosson, Maëlle Desclaux, Jonathan Schatz – Fano International Film Festival (IT)

## Prix et distinctions
- 2004 : Prix suisse de danse et de chorégraphie pour l'ensemble de son œuvre, remis par ProTanz au Schauspielhaus de Zürich.
- 1998 : Chorégraphe lauréat pour Étude sur la légèreté du « Prix d'auteur » du Conseil général de la Seine-Saint-Denis, lors des 6e Rencontres chorégraphiques internationales de Seine-Saint-Denis, France.
- 1998 : Prix ADAMI d'« Interprétation collective » pour les danseurs d'Étude sur la légèreté, lors des 6e Rencontres chorégraphiques internationales de Seine-Saint-Denis, France.
- 1998 : Grand Prix de la Fondation vaudoise pour la promotion et la création artistique.
- 1988 : Prix « Jeune créateur » de la Fondation vaudoise pour la promotion et la création artistique.

## Sources
(juin 2013).
- « Philippe Saire », sur la base de données des personnalités vaudoises sur la plateforme « Patrinum » de la Bibliothèque cantonale et universitaire de Lausanne.
- Jean-Pierre Pastori, Compagnie Philippe Saire, (photogr. Mario del Curto, Jean-Pascal Imsand, Yves Leresche) [trad. Margie Mounier], Zurich : Pro Helvetia, Baden : L. Müller, cop. 1998, Cahier d'artiste
- Stéphane Bonvin, Philippe Saire, maniérisme de fin du monde : le chorégraphe vaudois inaugure sa nouvelle salle et revient sur "Vacarme" In: Le Nouveau Quotidien. - Lausanne. - 1995, no 1006, p. VI
- Philippe Saire , L'Hebdo, 2004/11/18, p. 106 Rêves d'enfant
- L'Hebdo, 2011/02/03, p. 60-61 Réseau
- CULTURE :: SCÈNE :: Philippe Saire chorégraphie hors scène